# Pardźanja
Pardźanja (ang. Parjanya, tłum. Chmura, Deszcz) – wedyjski bóg deszczu, chmur i burzy. Przedstawiany jako krowie wymię, beczka lub ceber. Był towarzyszem Indry i Waju niszczącym drzewa i zastępy asurów.
Dawca mleka i miodu (RV IV,57,8), uchodził za ojca Somy (RV IX,82,3). Pardźanji poświęcone są trzy hymny Rygwedy: V.83, VII.101 oraz VII.102.